# Daisy von Scherler Mayer

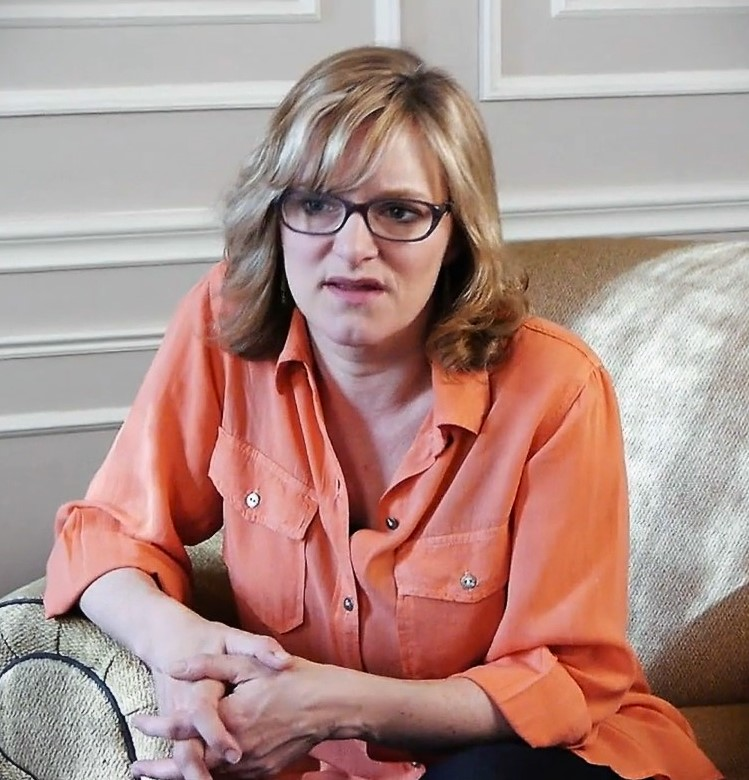
Daisy von Scherler Mayer, 2013

Daisy von Scherler Mayer (* 14. September 1966 in New York City, New York) ist eine US-amerikanische Filmregisseurin und Drehbuchautorin.

## Leben
Daisy von Scherler Mayer wurde 1966 als Tochter der Schauspielerin Sasha von Scherler und des Drehbuchautors und Filmproduzenten Paul Avila Mayer in New York City geboren. Als Enkelin des Drehbuchautors Edwin Justus Mayer war sie somit in eine richtige Filmfamilie geboren, sodass sie bereits als Jugendliche hinter den Kulissen des New York Shakespeare Festival arbeitete und 1988 ihren Abschluss an der Wesleyan University in Theaterwissenschaften und Geschichte machte.
Einige Jahre danach gab sie ihr Spielfilmdebüt als Autorin und Regisseurin der Komödie Crazy Party Girl. Dies gelang ihr so erfolgreich, dass anschließend daraus eine Serie mit Christine Taylor und John Cameron Mitchell produziert wurde, die allerdings nach vier Episoden eingestellt wurde. Auch danach inszenierte sie Komödien, wie Madeline, Woo und Der Super-Guru. Obwohl Der Super Guru trotz gemischter Kritiken bei einem Budget von etwas mehr als 10 Millionen US-Dollar über 24 Millionen US-Dollar einspielte und somit als finanzieller Erfolg gewertet werden konnte, zog sie sich langsam aus dem Geschäft zurück und führte in den darauffolgenden Jahren vereinzelt bei Serien wie Aliens in America, Nurse Jackie und Chuck Regie.
Daisy von Scherler Mayer ist mit dem Komponisten David Carbonara verheiratet, hat mit ihm zwei Kinder und lebt mit ihrer Familie in Brooklyn, New York City. Ihr Ehemann arbeitete bereits 1998 für den Tonschnitt ihrer Familienkomödie Madeline und war anschließend als Komponist für ihre Komödie Der Super-Guru tätig. Da er auch der Komponist der renommierten Serie Mad Men ist, konnte er sie 2009 für eine Episode als Regisseurin gewinnen.

## Filmografie (Auswahl)
- 1995: Crazy Party Girl (Drehbuch, Regie)
- 1998: Madeline
- 1998: Woo
- 2002: Der Super-Guru (The Guru)
- 2006: The Loop (Fernsehserie, 2 Episoden)
- 2007: Eine für Alles (More of Me)
- 2008: Aliens in America (Fernsehserie, 1 Episode)
- 2009: Mad Men (Fernsehserie, 1 Episode)
- 2009: Nurse Jackie (Fernsehserie, 2 Episoden)
- 2010: Chuck (Fernsehserie, 1 Episode)
- 2012: Beste FReinde (Frenemies)
- 2014–2016: House of Lies (Fernsehserie, 6 Episoden)
- 2014: Mozart in the Jungle (Webserie, 1 Episode)
- 2016–2017: Ray Donovan (Fernsehserie, Regie, 2 Episoden)
- 2018–2020: Bosch (Fernsehserie, Regie, 3 Episoden)
- 2021: Y: The Last Man (Fernsehserie, Regie, 2 Episoden)
- 2021: Yellowjackets (Fernsehserie, Regie 1 Folge)